# Solaenogona chiapas
Solaenogona chiapas är en mångfotingart som beskrevs av Shear 1972. Solaenogona chiapas ingår i släktet Solaenogona och familjen Cleidogonidae. Inga underarter finns listade i Catalogue of Life.